# Лаго Скуро (Ла Специја)
Лаго Скуро је насеље у Италији у округу Ла Специја, региону Лигурија.
Према процени из 2011. у насељу је живело 58 становника. Насеље се налази на надморској висини од 28 м.